# Последнее испытание Шаолиня
«Последнее испытание Шаолиня» (англ. Shaolin Wooden Men, кит. трад. 少林木人巷, палл. Шао Линь му жэнь сян, буквально: «Шаолиньская аллея деревянных людей») — фильм с боевыми искусствами режиссёров Чэнь Чжихуа и Ло Вэя с Джеки Чаном в главной роли. Существуют другие названия, под которыми фильм известен в России: «Деревянные люди Шаолиня», «Деревянные солдаты Шаолиня», «Монах», «Камера смерти Шаолиня».

## Сюжет
Действие фильма происходит в 1853 году.
Молодой парень по прозвищу Молчун отправляется в монастырь Шаолиня, чтобы научиться кун-фу и отомстить убийце своего отца. Молчуном его прозвали за то, что после смерти отца в драке с мастером боевых искусств он перестал говорить. В монастыре кун-фу его обучают все мастера, оценив целеустремленность юноши. Но наиболее ценен опыт одного человека — заключённого в тюрьму в секретной пещере около монастыря, который учит Молчуна секретным способам смертельных ударов. Но он узнаёт у одной из монахинь, что по жизненно важным органам бить нельзя, и что кун-фу создано лишь для самозащиты.
После обучения Молчун проходит контрольный экзамен Деревянных бойцов — длинный коридор, в котором стоят тридцать шесть деревянных механических манекенов. Они нападают на любого вошедшего в коридор. Молчун с успехом преодолевает этот тест.
Вскоре после успеха Молчуна его «учитель-заключённый» сбегает. Шаолиньские монахи находят его в степи Сун Мим, но Молчун с другом отвлекают монахов, помогая учителю Фаюю. Но он убивает хозяина одного дома, а также жену и его сына, выгнав молчуна. По ошибке он вступает в схватку с одним человеком, думая, что он убийца отца по имени Лин. Но последний позорит Молчуна, сказав, что у него уровень кун-фу ниже среднего. Молчун узнаёт, что он начинает мстить всем тем, кто заключил его в тюрьму.
Последними в его списке остаются монахи Шаолиня. В прошлом заключённый был учеником настоятеля Шаолиня, но покинув монастырь стал преступником-убийцей. Он был пойман, заточён в пещере, а настоятель монастыря, чувствуя ответственность за преступления ученика, ослепил себя и удалился из монастыря, а Лин как раз-таки и схватил его. Молчун с новым настоятелем монастыря находят старого настоятеля, который, умирая, передает Молчуну книгу, содержащую особый стиль кун-фу. Молчун постигает этот стиль с помощью настоятеля монастыря Фа Чи. И к приезду монаха-убийцы Молчун готов уже встретить его в битве. Он просит прощения у Лина, на что тот его прощает. К тому же юноша узнаёт, что, оказывается, его прежний «учитель» и является убийцей его отца. Сначала он убивает двух помощников убийцы, потом сильно ранит последнего. Но он прощает его. Фа восхищён тем, что его ученик стал искусным мастером
Но тем не менее он хочет убить его. Но Молчун уворачивается от его смертельных ударов, а так как убийца прислонил его к спине, получается так, что Фаюй убивает себя сам. В конце Молчун становится монахом монастыря Шаолинь.

## В ролях
- Джеки Чан — Молчун
- Цзинь Ган — Фаюй
- Лун Цзюньэр — Сяолань
- Чён Кам — круглолицый
- Чжан Бинъюй[кит.] — монахиня У Мэй
- У Дэшань — пьяный монах Фахуэй
- Юань Бяо — хулиган в таверне

## Съёмочная группа
- Кинокомпания: Lo Wei Motion Picture Co.
- Продюсер: Сюй Лихуа, Ло Вэй (исполнительный)
- Режиссёр: Чэнь Чжихуа
- Ассистент режиссёра: Чиу Лоукон, Сюй Сюэлян
- Постановка боёв: Джеки Чан, Томми Ли
- Художник: Ли Лэйсюн
- Сценарий: Цзинь Синь
- Композитор: Чау Фуклён
- Грим: Вэнь Цзю
- Дизайнер по костюмам: Ли Яньхун
- Оператор: Чэнь Чжунъюань
- Монтаж: Норман Вон, Лэй Имхой